# Helke Sander
Helke Sander, née le 31 janvier 1937 à Berlin, est une réalisatrice, auteure, actrice, militante féministe et éducatrice allemande. Elle est surtout connue pour ses documentaires et ses contributions au mouvement des femmes dans les années 1970 et 1980. Le travail de Helke Sander se caractérise par l'accent mis sur l'expérimentation sur l'arc narratif.
Helke Sanders est réputée avoir lancé le « nouveau » mouvement féministe en Allemagne avec son discours passionné à la conférence des étudiants allemands socialistes qui a lancé l'épisode du coup de tomate de 1968.

## Biographie

### La famille et les études
Helke Sander est née le 31 janvier 1937 à Berlin. Elle a reçu son Abitur à Remscheid en 1957 et à la fin de ses études secondaires avait déjà fréquenté 15 écoles en Allemagne. Elle a ensuite étudié l'art dramatique à l'école Ida Ehre de Hambourg . En 1959, elle épouse l'écrivain finlandais Markku Lahtela (fi), qui lui donne un fils, Silvo Lahtela (fi). Après sa naissance, la famille a déménagé à Helsinki, où Helke a étudié la germanistique et la psychologie à l'Université. Elle a également enseigné le théâtre et l'improvisation, dirigé et joué dans la pièce d'Ernst Toller Der deutsche Hinkemann et Grass. De 1966 à 1969, elle a étudié à la nouvelle école de cinéma «Deutsche Film und Fernsehakademie». Son cinéma sera très étroitement lié à son engagement  féministe.

### En 1967, la fondation des premières crêches d'Allemagne
À Berlin, Helke Sander discutait depuis 1967 des problèmes des femmes avec enfants. Cherchant une garderie pour son fils, elle s’était rendu compte de la situation catastrophique dans les jardins d’enfants, où il n’y avait pas assez de places pour tous les enfants de trois ans et qui croulaient sous les principes autoritaires d’éducation. 
La jeune femme ira ensuite fonder l'« Aktionsrat zur Befreiung der Frauen » (Conseil d'action pour la libération de la femme) en janvier 1968, à l'origine du mouvement pour les "Kinderläden", qui a transformé l'univers des centres d'accueil pour enfants.
Ayant entendu parler  pendant son séjour en Angleterre des Summerhill-schools, sur le modèle de l'école libertaire anglaise de Summerhil fondée en 1921 par le psychanalyste libertaire Alexander Sutherland Neill,  son groupe d'amies organise plusieurs assemblées générales, réunissant 200 femmes à Berlin dans un amphithéâtre de l’Université libre, tous les mercredis soir, puis au Club Républicain. Lors du grand congrès contre la guerre du Vietnam en février 1968 à Berlin, elles préparent une crèche indépendante qui fait sensation. Leur projet s'inspire en effet d'un ensemble de propositions théoriques d'intellectuels dissidents, qui circulent et depuis le début des années 1960, autour de la notion sociologique d’« aliénation », critiquant les principes fondamentaux de l’idéologie socialiste des partis de gauche traditionnels en Allemagne.  Toujours en février 1968 à Berlin, le groupe des femmes prépare une crèche modèle, qui vise à émanciper les étudiantes souhaitant réussir leur vie professionnelle. « À toutes les femmes »,  titre un tract signé par Helke Sander et d’autres, appelant à une assemblée générale de femmes le 26 janvier 1968 à l’université libre de Berlin : " Nous parlons tous les jours de la lutte anti-autoritaire, de la politisation, de l’activité indépendante (Selbsttätigkeit). Pour beaucoup d’entre nous cette revendication reste une phrase vide tant que nous n’avons pas la possibilité matérielle de réaliser ce que nous avons reconnu comme essentiel", déclare le tract.

### Le 13 septembre 1968, un coup d'éclat très médiatique
Le 13 septembre 1968, Helke Sander est la seule femme autorisée à prendre la parole lors de la conférence des délégués du SDS où va se produire l'événement politique du coup de tomate de 1968. Elle profite de la présence d'une équipe de télévision de la Südwestfunk. Son discours dénonce dans le SDS "une structure patriarcale" et estime qu'il faut politiser les sujets privés, comme le partage des tâches ou la difficulté d’achever l’orgasme, à côté du discours traditionnel de lutte de classes, mais aussi "favoriser l’éducation collective des enfants dans les crèches", allusion à son combat devenu populaire et spectaculaire. Sander reproche à ses camarades de reproduire ainsi la séparation bourgeoise entre vie publique et vie privée et d’éviter une discussion sur l’exploitation des femmes. De cette manière, les hommes peuvent garder « l’identité masculine garantie par le patriarcat ».  Au cours du déjeuner, les femmes veulent surenchérir. A l'heure du café, son discours de termine. Comme prévu, l’intervention de Helke terminée, les hommes proposaient de reporter le sujet car « ils n’étaient pas préparés à la discussion", puis le président du SDS, Hans-Jürgen Krahl, se mit debout et Sigrid Rüger  se dit : maintenant ou jamais ! ». Elle se leva soudainement et « en criant “contre-révolutionnaire… agent de l’ennemi de classe”,, et jeta six tomates dans la direction de Krahl qui est touché à la clavicule ». Les autres femmes présentes dans la salle la soutiennent et ce geste devient le symbole de la radicalisation féminine au sein du SDS.  Deux mois plus tard, en novembre 1968 à Hanovre, un tract titré : "Libérez les éminences socialistes de leurs queues bourgeoises" est diffusé à la 24e conférence des délégués du SDS. Cet épisode va contribuer aussi un peu plus tard à l'affaiblissement du SDS puis sa disparition au cours de l'hiver 1969-1970, la direction étant écartelée entre les anti-impérialistes marxistes durs et les anti-autoritaires qu'avaient su écouter les derniers présidents.

### En 1971 et 1972, le combat pour l'avortement et la contraception
En 1971, Helke Sander a organisé le groupe de femmes «Brot und Rosen», centrée sur l’idée que le contrôle des naissances, en particulier sous la forme de l'avortement clandestin, n’était pas sans danger pour les femmes. La même année, la journaliste féministe allemande Alice Schwarzer, qui avait travaillé pour le journal satirique Pardon, importe en Allemagne une version allemande du Mouvement de libération des femmes français (MLF), qui tient son premier congrès dès les 11 et 12 mars à Francfort, peu avant une déclaration publique de 300 allemandes reconnaissant avoir dû avorter, à l'image du Manifeste des 343 un peu plus tôt en France. Le 6 juin 1971, Stern publie en première page les visages d’une vingtaine de femmes qui avouent ouvertement : » Nous avons avorté ». À l’intérieur du journal on trouve 374 signatures de femmes qui disent avoir commis le même « crime », un crime qui peut être sanctionné de une à cinq années de réclusion.
En 1972, Helke Sander a poursuivi ses travaux sur son projet de développement du contrôle des naissances. Son film Macht die Pille frei? (Est-ce que la pilule rend libre ?), produit avec Sarah Schumann (de) la même année s'est transformé en une campagne contre les lois anti-avortement. Le combat d'Helke Sander et Alice Schwarzer pour l'avortement et la contraception en 1971 et 1972 fait évoluer les mentalités dans une Allemagne encore très conservatrice. Le débat avance rapidement et le 26 avril 1974, le Bundestag adopte la loi légalisant l'IVG durant les trois premiers mois de la grossesse après une consultation préalable, mais les menaces de recours constitutionnel de la droite, brandies depuis 1970, se concrétisent et 193 parlementaires obtiennent satisfaction pour déclarer la loi anticonstitutionnelle. Une nouvelle version doit donc être adoptée le 12 février 1976.

### À partir de 1974, festivalière, journaliste, cinéaste et professeur
En collaboration avec Claudia von Alemann, Helke Sander a organisé la conférence sur le film féministe «Erste internationale Frauenfilmseminar» qui s'est tenue en 1973 à Berlin. Ce fut le tout premier festival de film féministe européen, au cours duquel se sont révélées 40 réalisatrices européennes différentes. En 1974, elle fonde Frauen und Film, la première revue de cinéma féministe européenne, dont elle est rédactrice en chef jusqu'en 1982. À l'époque, c'était la seule revue critique du sexisme dans les films et forum de discussion sur les films féminins. Son premier long métrage, Die allseitig reduzierte Persönlichkeit - REDUPERS, figure parmi les plus importants films féministes allemands des années 1970. Le film mélange les techniques du film documentaire et du film de fiction.
À partir de 1981, elle devient professeur à la Hochschule für bildende Künste, une académie des beaux-arts à Hambourg, institution qu'elle a quitté en 2001. En 1985, Helke Sander a rejoint l'Académie des arts de Berlin-Ouest, dont elle démissionnera plus tard en en dénonçant « la misogynie, le népotisme et la corruption ».
En 1989, Sanders, Margarethe von Trotta, Christel Buschmann et Helma Sanders-Brahms ont produit le film documentaire Felix. Bericht aus Bonn (Les Allemands et leurs hommes - Compte-rendu de Bonn), qui fait un bilan de l'impact de la pensée féministe après vingt ans de militantisme féminin. Les parlementaires hommes, les responsables ministériels, le chancelier fédéral et l'homme de la rue sont tous interrogés.

## Publications
- Die Geschichten der drei Damen K., München : Frauenbuchverlag,  (ISBN 3-88897-123-3)
- Oh Lucy : Erzählung, 2. Aufl., München : Kunstmann, 1991,  (ISBN 3-88897-044-X)

## Filmographie
- 1966 : Thérèse Raquin (assistante réalisatrice)
- 1967 : 3000 Häuser (actrice)
- 1967 : Subjektitüde (de) (réalisatrice et scénariste)
- 1967 : Silvo (réalisatrice et scénariste)
- 1967 : Brecht die Macht der Manipulateure! (réalisatrice et scénariste)
  - Campagne du mouvement étudiant contre Springer, un groupe de presse allemand. Réalisé pour la télévision finlandaise.
- 1968 : Die rote Fahne
- 1969 : Die Worte des Vorsitzenden (assistante réalisatrice)
- 1969 : Nicht löschbares Feuer (assistante réalisatrice)
- 1970 : Kinder sind keine Rinder (réalisatrice, scénariste et chef opératrice)
  - Documente le traitement des enfants dans une garderie.
- 1971 : Eine Prämie für Irene (réalisatrice et scénariste)
  - Examine la double exploitation des femmes ; leur vie dans la famille et à l'usine.
- 1973 : Männerbünde (réalisatrice et scénariste)
- 1973 : Macht die Pille frei? (réalisatrice et scénariste)
- 1977 : Unsichtbare Gegner (actrice)
- 1978 : Die allseitig reduzierte Persönlichkeit – Redupers (de) (réalisatrice, scénariste et actrice)
- 1981 : Der subjektive Faktor (réalisatrice et scénariste, Produktion und Erzählerin)
- 1981 : Wie geht das Kamel durchs Nadelöhr?
- 1983 : Die Gedächtnislücke – Filmminiaturen über den alltäglichen Umgang mit Giften (réalisatrice et scénariste)
- 1983 : Fräulein Berlin (actrice)
- 1984 : Der Beginn aller Schrecken ist Liebe (réalisatrice, scénariste et actrice)
  - Helke Sander tient le rôle principal de cette satire. Le film tourne autour de l'intrigue d'un homme entre deux femmes.
- 1984 : Vater und Sohn (actrice)
- 1985 : Nr. 1 – Aus Berichten der Wach- und Patrouillendienste (réalisatrice et scénariste)
- 1986 : Sieben Frauen – Sieben Todsünden (Segment Völlerei? Füttern!); (réalisatrice et scénariste)
- 1986 : Nr. 8 – Aus Berichten der Wach- und Patrouillendienste (réalisatrice et scénariste)
- 1987 : Nr. 5 – Aus Berichten der Wach- und Patrouillendienste (réalisatrice et scénariste)
- 1988 : Felix (Segment Muss ich aufpassen?); (réalisatrice et scénariste)
- 1989 : Die Meisen von Frau S. (réalisatrice, scénariste et Produktion)
- 1989 : Die Deutschen und ihre Männer – Bericht aus Bonn (réalisatrice, scénariste, monteuse et productrice)
  - Examine l'impact du militantisme et de la pensée féministe sur le public masculin allemand. Des hommes de plusieurs classes sociales sont interviewés.
- 1992 : BeFreier und Befreite (réalisatrice et scénariste)
  - Ce documentaire recueille les paroles des Berlinoises violées par les soldats soviétiques après la bataille de Berlin.
- 1992 : Krieg und sexuelle Gewalt (réalisatrice et scénariste)
  - Ce documentaire était un reportage sur les camps de réfugiés en Hongrie et en Autriche à la suite de la guerre de Bosnie-Herzégovine.
- 1992 : Des Lebens schönste Seiten (actrice)
- 1997 : Dazlak – Skinhead (de) (réalisatrice et scénariste)
- 1999 : Muttertier – Muttermensch (réalisatrice, scénariste et monteuse)
  - Ce documentaire relate et examine le rôle maternel des femmes.
- 2001 : Dorf (réalisatrice, scénariste, monteuse et productrice)
- 2002 : Bungalow (actrice)
- 2005 : Mitten im Malestream (de) (réalisatrice et scénariste)
  - Ce documentaire est une histoire de la deuxième vague du féminisme allemand. Sander examine le droit à l'avortement, la grève des naissances et la politique de la maternité.